# Hussein Zaky
Hussein Ali Zaky, né le 1er mars 1979 à Alexandrie, est un ancien handballeur égyptien évoluant au poste de demi-centre. 

## Palmarès

### Club
Zamalek SC
- vainqueur du championnat d'Égypte (4) : 1995 ,1996, 1999, 2001
- vainqueur de la Coupe d'Égypte (3) : 1999, 2001, 2002
- vainqueur de la Coupe d'excellence égyptienne (2) :  2001,2002

- vainqueur de la Coupe arabe des clubs champions (1) : 1999
- vainqueur de la Ligue des champions d'Afrique (2) :2001,  2002
- Vainqueur de la Supercoupe d'Afrique : 2002

- 4e place à la Coupe du monde des clubs :  2012

 Sadd Sports Club
- vainqueur de la Coupe du monde des clubs   (1) :   2002

 BM Ciudad Real
- vainqueur du championnat d'Espagne (1) : 2004
  - Vice-champion en 2003, 2005

- vainqueur de la Coupe d'Espagne (1) : 2003
  - Finaliste en 2004

- vainqueur de la Coupe ASOBAL (2) : 2004, 2005
- vainqueur de la Supercoupe d'Espagne (1) : 2004
  - Finaliste en 2003

- vainqueur de la Coupe d'Europe des vainqueurs de coupe (1) : 2003
- finaliste de la Ligue des champions de l'EHF en 2005
- 3e place de la Supercoupe d'Europe : 2002, 2003 , 2004

 BM Aragón
- Finaliste de la Coupe EHF en 2007

 Al-Ahli Dubaï
- Vainqueur du Championnat des Émirats arabes unis (4) : 2011، 2012، 2013، 2015
- Vainqueur de la Supercoupe des Émirats arabes unis (4) : 2011، 2012، 2013، 2014
- Vainqueur de la Coupe Fédération du Émirats arabes unis (4) : 2011، 2013، 2014، 2015

- Vainqueur de la Coupe des président des Émirats arabes unis :2012

- vainqueur de la Coupe des vainqueurs de coupes du Golfe : 2013
- finaliste de la Ligue des champions de l'AHF : 2012

### Sélection nationale
Championnats du monde
- 7e place au championnat du monde 1999 ( Égypte)

- 4e place au Championnat du monde 2001 ( France)
- 15e place au Championnat du monde 2003 (  Portugal)
- 14e place au championnat du monde 2005 ( Tunisie)
- 17e place au Championnat du monde 2007 ( Allemagne)
- 14e place au championnat du monde 2009 ( Croatie)

Championnat du monde junior
- 6e place Championnat du monde junior 1997( Turquie)
- Médaille d'bronze au Championnat du monde junior  1999 ( Qatar)

Championnats d'Afrique
- Médaille d'or au Championnat d'Afrique 2000,  Algérie
- Médaille d'or au Championnat d'Afrique 2004,  Égypte
- Médaille d'or au Championnat d'Afrique 2008  Angola

Jeux olympiques
- 7e place aux Jeux olympiques 2000,  Australie
- 12e place aux Jeux olympiques 2004,  Grèce
- 10e place aux Jeux olympiques 2008,  Chine

Jeux Africains
- Médaille d'or aux Jeux africains de 2003

- Médaille d'or aux Jeux africains de 2007

### Distinction personnelle
- Meilleur buteur du  Championnat du monde junior  1997 avec 69 buts

- Élu Meilleur joueur du Championnat du monde junior  1999

- Élu meilleur demi-centre du Championnat du monde 2001
- Élu Meilleur joueur du Coupe du monde des clubs  2002
- Nommé dans l'élection du meilleur handballeur mondial de l'année en 2001 et 2003
- 2e meilleur buteur du Championnat du monde 2003 avec 61 buts
- Meilleur buteur de la Ligue des champions de l'AHF : 2012